# Het Zuiden (korfbalvereniging)
Het Zuiden was een korfbalvereniging uit Rotterdam.

## Oprichting
Het Zuiden werd in 1920 opgericht in de Rotterdamse wijk Tuindorp Vreewijk, waar ze haar thuisbasis had aan De Enk (straat). Op steenworp afstand van sporthal De Enk, waar Het Zuiden tijdens de wintermaanden haar thuiswedstrijden afwerkte.

## Afsplitsing
Uit onvrede met het toenmalige bestuursbeleid scheidden in 1947 enkele leden zich af om niet ver van de Enk een nieuwe vereniging op te richten met de naam De Overkanters. 

## Glorietijd
Het Zuiden maakte furore door vijf keer kampioen van Nederland te worden. Eén keer in de zaal en vier keer op het veld. Een van die veldkampioenkampioenschappen werd behaald na een finale in De Kuip. 

## Fusie
In 1997 ging Het Zuiden door een fusie met De Overkanters op in een nieuwe vereniging: OZC (Overkanters Zuiden Combinatie). Die vereniging speelt nog altijd aan De Enk in Rotterdam.

## Erelijst
Nederlands kampioen op het veld: 
- 1927
- 1928
- 1930
- 1955

Nederlands kampioen in de zaal: 
- 1960